# Ungudi Quiawacana
Ungudi Quiawacana (bei World Athletics in Falschschreibung Ungundi Quiawacana; * 9. November 1990 in Luanda) ist eine angolanische Leichtathletin. Sie ist spezialisiert auf Sprintstrecken und Weitsprung. Seit dem 9. Februar 2009 startet sie für den portugiesischen Leichtathletikverband.

## Leben
Ihr Verein ist Benfica Lissabon. Sie war Schülerin der weiterführenden Sportschule Escola Básica Mestre Domingos de Saraiva (EBDMS) in Algueirão, danach ging sie auf die Escola Secundária de Leal da Câmara (ESLC) in Rio de Mouro, beide bei Sintra. Sie studiert an der Lissaboner Schule Escola Superior de Educação de Lisboa (ESELx), die zum Polytechnischen Institut Lissabon gehört.

## Erfolge
Ungudi Quiawacana ist angolanische Rekordhalterin im Weitsprung. Den Rekord stellte sie am 29. Juli 2007 mit 5,84 m in Lissabon auf. Bei der portugiesischen Frauenmeisterschaft im 100- und 200-Meter-Lauf belegte sie 2008 jeweils den zweiten Platz.

### Persönliche Bestleistungen

#### Freiluft
- 100-Meter-Lauf: 11,90 s am 28. Juni 2008 in Lissabon.
- 200-Meter-Lauf: 24,35 s am 13. Juni 2010 in Lissabon.
- Weitsprung: 6,12 m am 17. Juli 2011 in Lissabon.[2]

#### Halle
- 60-Meter-Lauf: 7,73 s am 23. Februar 2008 in Pombal.
- 200-Meter-Lauf: 24,69 s am 13. Februar 2011 in Pombal.
- Weitsprung: 6,10 m am 12. Februar 2011 in Pombal.